# Administration des missiles
L’Administration des missiles (Hanja :  미싸일總局,  josŏn'gŭl 미싸일총국, romanisation : Missail Chongguk) est le bureau spécial nord-coréen chargé de superviser le développement des missiles pour l'Armée populaire coréenne.

## Histoire
Le bureau a été aperçu pour la première fois lors de la réunion de la Commission militaire centrale du Parti des travailleurs de Corée qui s'est tenue le 7 février 2023, arborant son propre drapeau,.

## Principaux membres
Lors d'un essai du missile balistique à courte portée Hwasong-11A (KN-23) le 19 mars 2023, Kim Jong-sik et Jang Chang-ha ont été désigné par les services de renseignement comme les deux directeurs de la nouvelle agence.

## Uniforme
Lors du défilé militaire organisé à l'occasion du 75e anniversaire de la fondation de l'Armée populaire coréenne, les caméras ont filmé des soldats arborant l'uniforme et l'insigne du Bureau général des missiles. Ces soldats se tenaient sur des lanceurs mobiles pour Hwasong-11A (KN-23).

## Organisation
L'Administration des missiles dispose de deux organisations chargées de superviser les essais de missiles.
- La 1ère Compagnie des héros du drapeau rouge (제1붉은기영웅중대).
- La 2ème Compagnie des héros du drapeau rouge (제2붉은기중대).

## Essais de missiles effectués
| Date              | Missile testé                               | Notes | Références |
| ----------------- | ------------------------------------------- | --- | ---------- |
| 18 février 2023   | Hwasong-15                                  | Le test a été supervisé par la 1ère compagnie des héros du drap rouge, affiliée à l'Administration des missiles (alors Bureau général des missiles). Selon l'Agence centrale de presse coréenne, cette compagnie « possède une riche expérience en matière de lancement parmi les unités exploitant des missiles balistiques intercontinentaux ». | [ 5 ]      |
| 9 mars 2023       | Hwasong-11D                                 | Les missiles ont été tirés par la 8e compagnie d'attaque incendiaire. Ces missiles ont ensuite été identifiés comme étant des Hwasong-11D, bien que la Corée du Nord ne les ait pas initialement nommés. | ,          |
| 16 mars 2023      | Hwasong-17                                  | Troisième essai de tir du Hwasong-17. | [ 9 ]      |
| 13 avril 2023     | Hwasong-18                                  | La 2e compagnie des héros du drapeau rouge, affiliée au Bureau général des missiles a procédé au test. Il s'agit du premier tir d'essai du Hwasong-18. | [ 10 ]     |
| 12 juin 2023      | Hwasong-18                                  | Le test a été organisé par la 2e compagnie des héros du drapeau rouge, affiliée au Bureau général des missiles. Il s'agit du deuxième tir d'essai du Hwasong-18. | [ 11 ]     |
| 18 décembre 2023  | Hwasong-18                                  | La 2e compagnie des héros du drapeau rouge, affiliée au Bureau général des missiles a supervisé le test. Il s'agit du troisième tir d'essai du Hwasong-18. | [ 12 ]     |
| 14 janvier 2024   | Hwasong-16A (présumé)                       | Le missile a été lancé depuis le premier site d'essai du Hwasong-18. | ,          |
| 24 janvier 2024   | Pulhwasal-3-31                              | Premier essai de tir du Pulhwasal-3-31. Selon la Corée du Nord, il serait encore « en cours de développement ». | [ 14 ]     |
| 2 février 2024    | Pyoljji-1-2 et Hwasal-1 Ra-3                | La Corée du Nord n'a pas donné de nom à ces missiles. Le missile de croisière a été testé afin d'évaluer une ogive de très grande taille. | [ 15 ]     |
| 2 avril 2024      | Hwason-16B                                  | Premier essai du Hwasong-16B | /          |
| 20 avril 2024     | Pyoljji-1-2 et Hwasal-1 Ra-3                | Selon la Corée du Nord, le tir d'essai du Hwasal-1 Ra-3 a été effectué afin de tester une ogive de très grande taille. | ,          |
| 17 mai 2024       | Hwasong-11D                                 | Selon la Corée du Nord, le missile a été tiré afin de tester une nouvelle technologie de guidage autonome. | ,          |
| 26 juin 2024      | Test sur le premier étage du Hwasong-16B    | Le tir d'essai a été effectué afin de tester plusieurs véhicules de rentrée à cibles multiples indépendantes. La Corée du Nord a déclaré que le lancement avait été un succès, mais selon la Corée du Sud et le Japon, l'essai s'est soldé par un échec. Le cône avant du véhicule d'essai MIRV ressemble fortement à celui du Hwasong-17.        | ,          |
| 1 juillet 2024    | Hwasong-11C-4.5                             | Premier tir d'essai du Hwasong-11C-4.5. La Corée du Nord a déclaré que le missile avait été lancé avec une ogive simulée de 4,5 tonnes afin de vérifier sa stabilité en vol et sa précision à une distance de 90 à 500 km. | [ 23 ]     |
| 18 septembre 2024 | Hwasong-11C-4.5 and Hwasal-1                | Deuxième essai de tir du Hwasong-11C-4.5. La Corée du Nord a également procédé à un essai de tir de la version améliorée du missile de croisière « stratégique » Hwasal-1, lors dru même essai. | [ 24 ]     |
| 31 octobre 2024   | Hwasong-19                                  | Premier tir d'essai du Hwasong-19. Ce tir a battu le record pour un essai de missile nord-coréen. | ,          |
| 6 janvier 2025    | Hwasong-16B                                 | Deuxième essai de tir du Hwasong-16B. | ,          |
| 25 janvier 2025   | Missiles de croisière stratégiques mer-sol. | Le média d'État nord-coréen n'a pas mentionné officiellement le tir du missile. | /          |
| 20 mars 2025      | Dernier missile antiaérien produit.         | La Corée du Nord n'a pas donné le nom du missile. | [ 30 ]     |
| 28/29 avril 2025  | Inconnue                                    | La Corée du Nord a seulement confirmé sa participation à l'essai des systèmes d'armes du destroyer Choe Hyun sans préciser le type de missile tiré par l'Administration des missiles. | /          |

## References
1. ↑  (en) « N. Korea establishes ‘Missile General Bureau’ », sur 동아일보 (consulté le 31 juillet 2025)
2. ↑  (en) Kim Soo-yeon, « N. Korea 'expands, reorganizes' military units with operational combat missions: KCNA | Yonhap News Agency », Yonhap News Agency,‎ 13 février 2023 (lire en ligne [archive du 8 septembre 2024], consulté le 1er août 2025)
3. ↑  (en) « https://x.com/ColinZwirko/status/1637577917592117248 » [archive du 2 juin 2025], sur X (formerly Twitter) (consulté le 31 juillet 2025)
4. ↑  (en) « https://x.com/ColinZwirko/status/1624587044654841858 » [archive du 2 juin 2025], sur X (formerly Twitter) (consulté le 1er août 2025)
5. ↑  « ICBM Launching Drill Staged in DPRK », sur kcna.co.jp (consulté le 31 juillet 2025)
6. ↑  (en) « https://x.com/ColinZwirko/status/1633962170995326976 » [archive du 2 juin 2025], sur X (formerly Twitter) (consulté le 1er août 2025)
7. 1 2  (en) CNS and NTI, « North korea missile test database », Repertoire,‎ date non spécifiée (lire en ligne  [xlsx])
8. ↑  « Respected Comrade Kim Jong Un Watches Fire Assault Drill », sur kcna.co.jp (consulté le 1er août 2025)
9. ↑  « Demonstration of Toughest Response Posture of DPRK's Strategic Forces », sur kcna.co.jp (consulté le 1er août 2025)
10. ↑  « Another Mighty Entity Showing Continuous Development of Strategic Force Unveiled in DPRK », sur kcna.co.jp (consulté le 1er août 2025)
11. ↑  « Respected Comrade Kim Jong Un Guides Test-fire of ICBM Hwasongpho-18 », sur kcna.co.jp (consulté le 1er août 2025)
12. ↑  « Clear Display of DPRK Strategic Forces' Toughest Retaliation Will and Overwhelming Strength Launch Drill of ICBM Hwasongpho-18 Conducted », sur kcna.co.jp (consulté le 1er août 2025)
13. ↑  Korean Central News Agency, « KCNA | Article | Hypersonic Missile Test-fire Conducted in DPRK » [archive du 15 décembre 2024], sur www.kcna.kp (consulté le 1er août 2025)
14. ↑  Korean Central News Agency, « KCNA | Article | DPRK Missile Administration Conducts First Test-fire of New-type Strategic Cruise Missile » [archive du 29 mai 2025], sur kcna.kp (consulté le 1er août 2025)
15. ↑  (en) Tianran Xu, « Developments of North Korea’s Land-based Air Defense Systems - 38 North: Informed Analysis of North Korea », sur 38 North, 19 juillet 2024 (consulté le 1er août 2025)
16. ↑  Korean Central News Agency, « KCNA | Article | DPRK Missile Administration's Announcement » [archive du 27 mars 2025], sur kcna.kp (consulté le 1er août 2025)
17. ↑  (en) « North Korea says it tested 'super-large' cruise missile warhead and new anti-aircraft missile », sur AP News, 20 avril 2024 (consulté le 1er août 2025)
18. ↑  Korean Central News Agency, « KCNA | Article | DPRK Missile Administration Conducts Test Fire of Tactical Ballistic Missile That Employs New Technology » [archive du 18 février 2025], sur kcna.kp (consulté le 1er août 2025)
19. ↑  (en) Vann H. Van Diepen, « North Korea Claims “Autonomous” Guidance and Big Deployments of Its New Small Solid SRBM - 38 North: Informed Analysis of North Korea », sur 38 North, 29 mai 2024 (consulté le 1er août 2025)
20. ↑  Korean Central News Agency, « KCNA | Article | DPRK Missile Administration Conducts Test of New Important Technology » [archive du 29 juillet 2024], sur www.kcna.kp (consulté le 1er août 2025)
21. ↑  (en) Vann H. Van Diepen, « North Korea Reveals a Multiple-warhead Payload in Probable Failed Test - 38 North: Informed Analysis of North Korea », sur 38 North, 2 juillet 2024 (consulté le 1er août 2025)
22. ↑  (en-US) Colin Zwirko, « North Korea says it successfully tested multiple warhead missile system | NK News », sur NK News - North Korea News, 26 juin 2024 (consulté le 1er août 2025)
23. ↑  Korean Central News Agency, « KCNA | Article | DPRK Missile Administration Conducts Test-fire of New-type Tactical Ballistic Missile » [archive du 27 mars 2025], sur kcna.kp (consulté le 1er août 2025)
24. ↑  Korean Central News Agency, « KCNA | Article | DPRK Missile Administration and Academy of Defence Sciences Make Public Important Scientific Research Achievements » [archive du 15 juin 2025], sur kcna.kp (consulté le 1er août 2025)
25. ↑  Korean Central News Agency, « KCNA | Article | Crucial Test Demonstrating DPRK's Definite Reaction Will and Absolute Superiority of Its Strategic Strike Capability » [archive du 24 juin 2025], sur kcna.kp (consulté le 1er août 2025)
26. ↑  (en) Hyunsu Yim, Josh Smith, Hyun Young Yi et Hyunsu Yim, « North Korea says record test was new Hwasong-19 intercontinental ballistic missile », Reuters,‎ 1er novembre 2024 (lire en ligne, consulté le 1er août 2025)
27. ↑  (en) Vann H. Van Diepen, « Half A Loaf: Third Hwasong-16 Solid IRBM Test Shows Booster is Ready but HGV Payload Needs Work - 38 North: Informed Analysis of North Korea », sur 38 North, 9 janvier 2025 (consulté le 1er août 2025)
28. ↑  (en) Hyonhee Shin, « North Korea successfully tests new intermediate-range missile, state media says », Reuters,‎ 7 janvier 2025 (lire en ligne, consulté le 1er août 2025)
29. ↑  Korean Central News Agency, « KCNA | Article | DPRK Missile Administration Succeeds in Test-fire of New-type Intermediate-range Hypersonic Ballistic Missile » [archive du 27 mai 2025], sur kcna.kp (consulté le 1er août 2025)
30. ↑  Korean Central News Agency, « KCNA | Article | DPRK Missile Administration Conducts Test-fire of Latest Anti-aircraft Missile System » [archive du 18 avril 2025], sur kcna.kp (consulté le 1er août 2025)